# Страхова сума
Страхова сума — грошова сума, в межах якої страховик відповідно до умов страхування зобов'язаний провести виплату з настанням страхового випадку, а також сума, що виплачується за особистим страхуванням.